# 日本三大一覧
日本三大一覧（にほんさんだいいちらん）は、日本を代表する三つのものの一覧。

## はじめに
- ここに掲載されたものの多くは、具体的、統計的な調査に基づく番付の上位三つではない。
- 複数説あるものは、両論併記するか、次のように《二重山括弧》を使用して説明する。
  - A, B, 《C, または, D》 = C の代わりに D が入る場合がある。
  - A, B, 《C：解説内容》 = 最も一般的には C であるが、それに代わるものがある場合の解説。
  - A, B, C 《D》 = D が A・B・C のいずれかと入れ替わる場合がある。
  - A, B, 《C, D, E のいずれか》 = D と E のいずれかが C と入れ替わる場合がある。
  - A, B, C 《D, E, F》 = 全く別の三大がある。
- なお、当項目上の記載にあたっては「ノート:日本三大一覧」の冒頭にある「ローカルルール」を基準としているので参照のこと。「ローカルルール」は主に記載の可・不可についての取り決めである。したがって、比較的有名であるにもかかわらず当項目で扱われていない事象があれば、それ自体が検証上の理由から「不可」と判断される要因を抱えている可能性を、「記載なし」という状況で当項目が示したものとする。
- 日本に三 (3) が多い理由について、奇数の文化と偶数の文化で説明されることもある[1]。また、「四」は「死」と発音が同じであるため、「四大」よりも「三大」が多いのではという指摘もある[2]。

## 思想・哲学
- 寛政の三奇人
  - 林子平、高山彦九郎、蒲生君平[3]
- 寛政の三博士（寛政の三助）
  - 尾藤二洲、柴野栗山《古賀精里、岡田寒泉》[4]

## 宗教
- 三神山 - 徐福は不老不死を求める始皇帝に対して「海中に瀛洲・方丈・蓬莱の三神山あり」と報告したことがある。それらの日本における比定地。
  - 熊野（紀伊国南部）、富士山（駿甲）、熱田（名古屋市）[5]
- 日本三霊場
  - 恐山、比叡山、高野山[$ 1]
- 三大稲荷 - 異説あり（リンク先参照）
  - 伏見稲荷大社（京都市伏見区）、豊川稲荷（円福山豊川閣妙厳寺。愛知県豊川市）、祐徳稲荷神社（佐賀県鹿島市）[$ 2]

### 神道
- 造化三神
  - 天之御中主、高御産巣日、神産巣日[$ 3]
- 三神分治（三貴子の分治）
  - 天照大御神、月読命、須佐之男命[$ 4]
- 三大御柱
  - 出雲の大黒柱（出雲大社）、伊勢の心の御柱（伊勢神宮）、諏訪の御柱（諏訪大社）[‡ 1]
- 三社
  - 伊勢神宮（三重県）、石清水八幡宮、《賀茂神社（京都府）[$ 5]または春日大社（奈良県）》[6]
- 三大住吉 - 起源となった三か所を指す
  - 住吉大社（大阪市）、住吉神社（下関市）、住吉神社（福岡市）[$ 6]
- 三大厄神
  - 門戸厄神（兵庫県西宮市）、石清水八幡宮（京都府八幡市）、天野明神（和歌山県伊都郡かつらぎ町）[7]
- 三大八幡宮
  - 宇佐八幡宮（大分県宇佐市）、石清水八幡宮（京都府八幡市）、筥崎宮（福岡県福岡市）[$ 7]、《鶴岡八幡宮（神奈川県鎌倉市）[‡ 2]≫
- 三大下り宮 （石段を下った先に社殿などが存在）
  - 一之宮貫前神社（群馬県富岡市）、鵜戸神宮（宮崎県日南市）、草部吉見神社（熊本県阿蘇郡高森町）[‡ 3]
- 三大天神 - 異説あり（リンク先参照）
  - 太宰府天満宮（福岡県太宰府市）、北野天満宮（京都市）、防府天満宮（山口県防府市）[$ 8]
- 三大弁天（神道）
  - 竹生島神社（滋賀県長浜市・竹生島）、江島神社（神奈川県藤沢市江の島）、厳島神社（広島県廿日市市・宮島）[$ 9]

### 仏教
- 日本三大仏
  - 奈良の東大寺、河内の太平寺（知識寺）、近江の関寺の大仏[8]
  - 奈良の大仏、鎌倉大仏、京の大仏[8]
  - 奈良の大仏、鎌倉大仏、兵庫大仏[9]
  - 奈良の大仏、鎌倉大仏《高岡大仏[‡ 4]、岐阜大仏[* 1]》
- 三大寺
  - 大安寺（大官大寺）、元興寺（飛鳥寺）、川原寺（弘福寺）[† 1]
- 三如来
  - 長野善光寺の阿弥陀如来、京都嵯峨清涼寺の釈迦如来、京都因幡堂の薬師如来[10]
- 三薬師
  - 出雲国・一畑寺、伊予国・善福寺、久留米市・柳坂山永勝寺[† 2]
  - 医王寺（石川県）、たこ薬師（京都府）、一畑薬師（島根県）[$ 10]
- 日本三大虚空蔵（日本三体虚空蔵尊）
  - 霊厳山円蔵寺（福島県河沼郡柳津町）、村松山虚空蔵堂（茨城県那珂郡東海村）、朝熊山金剛証寺（三重県伊勢市）[$ 11]
- 日本三大厄除け開運大師
  - 龍泉寺（埼玉県）、東光寺（兵庫県）、大聖院（広島県）[11]
- 三不動
  - 大津市・園城寺の黄不動、高野山明王院の赤不動、京都市・青蓮院の青不動[12]
  - 瀧泉寺の目黒不動、金乗院の目白不動、南谷寺の目赤不動（いずれも東京都）[12]
  - 東京都・ 瀧泉寺の目黒不動、成田市・成田山新勝寺の成田不動、熊本市・雁回山尊乗院長寿寺の木原不動[13]
- 三観音（三大観音）
  - 大須観音（愛知県名古屋市）、浅草観音（東京都台東区）、津観音（三重県津市）[† 3]
- 三大文殊
  - 切戸の文殊（京都府宮津市・智恩寺）、阿倍の文殊（奈良県桜井市・安倍文殊院）、《亀岡文殊（山形県高畠町・大聖寺[$ 12]、野原の文殊（埼玉県熊谷市・文殊寺）[14]、文殊堂（長野県上田市鹿教湯温泉）[15]》
- 三大長谷観音
  - 長谷寺（奈良県桜井市）、長谷寺（秋田県由利本荘市）、長谷寺（神奈川県鎌倉市）[‡ 5]
- 三長谷（日本三所長谷観音）
  - 長谷寺（奈良県桜井市）、長谷寺（神奈川県鎌倉市）、長谷寺（長野県長野市）[16]
- 三大妙見
  - 能勢妙見堂（大阪府能勢町）、相馬妙見堂（福島県相馬市）、八代妙見（熊本県八代市）[‡ 6]
- 三大聖天
  - 本龍院「待乳山聖天」（東京都・浅草）、宝山寺「生駒聖天」（奈良県生駒市）、《歓喜院「妻沼聖天山」（埼玉県熊谷市）、足柄山聖天堂（静岡県小山町）、大福田寺「桑名聖天」（三重県桑名市）、東楽寺「豊岡聖天」（兵庫県豊岡市）》[17][18][19][20]
  - 本龍院「待乳山聖天」（東京都・浅草）、歓喜院「妻沼聖天山」（埼玉県熊谷市）、足柄山聖天堂（静岡県小山町）[‡ 7]
- 三大弁天（仏教）
  - 宝厳寺（滋賀県長浜市・竹生島）、金亀山与願寺（神奈川県藤沢市江の島）、大願寺（広島県廿日市市・宮島）[‡ 8]
- 三名塔（五重塔）
  - 法隆寺（奈良県）、瑠璃光寺（山口県）、《醍醐寺（京都府）[† 4]、または、羽黒山五重塔（山形県）[‡ 9]》
- 三大楼門
  - 阿蘇神社（熊本県阿蘇市）、鹿島神宮（茨城県鹿嶋市）、箱崎宮（福岡県）[‡ 10]
  - 久遠寺の三門（山梨県）、南禅寺の三門（京都市）、知恩院の三門（京都市）[† 5]
- 三大梵鐘
  - 知恩院（京都市）、方広寺（京都市）、東大寺（奈良市）[21]
- 日本三名鐘
  - 神護寺（京都市）、平等院（宇治市）、園城寺（三井寺。大津市）[22]

## 歴史
- 三大史論
  - 愚管抄、神皇正統記、読史余論[† 6]
- 三大古墳
  - 大仙陵古墳（大阪府堺市。通称：仁徳天皇陵）、誉田御廟山古墳（大阪府羽曳野市。通称：応神天皇陵）、上石津ミサンザイ古墳（大阪府堺市。通称：履中天皇陵）[† 7]

### 安土桃山時代まで
- 日本三大合戦
  - 関ヶ原の戦い、川中島の戦い、筑後川の戦い
- 日本三大奇襲
  - 河越城の戦い、厳島の戦い、桶狭間の戦い[‡ 11]
- 日本三大水攻め
  - 備中高松城の戦い、紀伊太田城の水攻め、忍城の戦い[‡ 12]
- 三英傑（戦国三英傑・三大武将）
  - 織田信長、豊臣秀吉、徳川家康[† 8]
- 兵法三大源流
  - 陰流、神道流、念流[23]

### 江戸時代
- 三家（御三家）
  - 尾張徳川家、紀州徳川家、水戸徳川家[24]
- 三卿（御三卿） 
  - 田安徳川家（田安家）、一橋徳川家（一橋家）、清水徳川家（清水家） [25]
- 三奉行
  - 寺社奉行、勘定奉行、町奉行[$ 13]
- 地方三役（村方三役）
  - 名主（庄屋・肝煎）、組頭（年寄）、百姓代[$ 14]
- 江戸三大飢饉
  - 享保の大飢饉、天明の大飢饉、天保の大飢饉[26]
- 江戸三大改革
  - 享保の改革、寛政の改革、天保の改革[† 9]
- 三大仇討ち
  - 忠臣蔵（赤穂浪士の討ち入り）、伊賀越えの仇討ち（荒木又右衛門の仇討ち）、曾我兄弟の仇討ち[† 10]
- 三大お家騒動
  - 黒田騒動、伊達騒動、加賀騒動[† 11]。仙石騒動を三大お家騒動に含めることもある[‡ 13]。
- 寛政三美人
  - 難波屋おきた、高島屋おひさ、富本豊雛[27]
- 明和の三美人
  - 鍵屋お仙、本柳屋お藤、茶屋のおよし[27]
- 幕末の三舟
  - 勝海舟、山岡鉄舟、高橋泥舟[28]
- 江戸三大道場
  - 士学館、玄武館、練兵館[29]
- 日本三忠臣
  - 楠木正成、平重盛、万里小路藤房

### 明治以降
- 維新の三傑
  - 西郷隆盛、大久保利通、木戸孝允[30]
- 大正三美人
  - 九条武子、柳原白蓮、《江木欣々、林きむ子》[31]
- 三大開拓地
  - 三本木原（青森県十和田市）、矢吹ヶ原（白河矢吹）（福島県矢吹町他）、川南原（宮崎県川南町）[32]
- 日本三悪人
  - 道鏡、平将門、足利尊氏

## 地理
- 三大砂丘
  - 鳥取砂丘、吹上浜（鹿児島県）、南遠大砂丘（静岡県）[33]
  - 鳥取砂丘、吹上浜、庄内砂丘（山形県）[34]
- 三美砂丘
  - 鳥取砂丘、九十九里浜（千葉県）、中田島砂丘（静岡県）[$ 15]
- 三大松原
  - 三保松原（静岡市）、虹の松原（佐賀県唐津市）、《天橋立（京都府宮津市）、気比松原（福井県敦賀市）》[35][$ 16]
- 三大急潮
  - 鳴門海峡、関門海峡、《来島海峡、針尾瀬戸》[† 12]
- 三大湖
  - 琵琶湖（滋賀県）、霞ヶ浦（茨城県）、サロマ湖（北海道）[† 13]
- 三大カルスト地形
  - 秋吉台（山口県）、平尾台（福岡県）、四国カルスト（愛媛県・高知県）[$ 17]
- 三大鍾乳洞
  - 龍泉洞（岩手県岩泉町）、秋芳洞（山口県美祢市）、龍河洞（高知県香美市）[$ 18]
- 三大松島
  - 松島（宮城県）、九十九島（長崎県）、天草松島（熊本県）[$ 19]

### 山岳
- 三大岩場・三大岩峰・三大岩稜
  - 谷川岳（群馬県・新潟県）、穂高岳（長野県・岐阜県）、剱岳（富山県）[‡ 14]
  - 三つ峠（山梨県）、藤内壁（三重県）、ロックガーデン（兵庫県）[36]
- 三大急登
  - 飛騨山脈・烏帽子岳へのブナ立尾根（長野県）、赤石山脈・甲斐駒ヶ岳への黒戸尾根（山梨県）、上越・谷川岳への西黒尾根（群馬県）[37]
- 三大峠
  - 飛騨山脈越えの針ノ木峠 (2,541m)（長野県 - 富山県）、赤石山脈越えの三伏峠 (2,580m)（静岡県 - 長野県）、奥秩父主脈越えの雁坂峠 (2,082m)（埼玉県 - 山梨県）[‡ 15]
- 三大キレット - キレット（きれっと、きれと、切戸）とは、山稜がV字形に深く切れ込んで低くなっている風隙
  - 大キレット（槍ヶ岳-穂高岳）（長野県・岐阜県）、八峰キレット（五竜岳-鹿島槍ヶ岳）（長野県・富山県）、不帰キレット（白馬岳-唐松岳）（長野県・富山県）[38]

### 河川
- 三大河川
  - 信濃川、利根川、石狩川[39]
- 日本三大急流
  - 富士川、球磨川、最上川[$ 20]
- 日本三大清流
  - 四万十川、長良川、柿田川[$ 21]
- 三大暴れ川
  - 利根川（坂東太郎）、筑後川（筑紫次郎）、吉野川（四国三郎）[39]
- 三大峡谷（三大渓谷）
  - 清津峡（新潟県）、黒部峡谷（富山県）、大杉峡谷（三重県）[† 14]
- 三大瀑布・三名瀑
  - 那智の滝（和歌山県那智勝浦町）、華厳の滝（栃木県日光市）、袋田の滝（茨城県大子町）[‡ 16]、
- 三大神滝
  - 那智の滝（和歌山県那智勝浦町）、華厳の滝（栃木県日光市）、布引の滝（兵庫県神戸市）[‡ 17]

### 温泉
- 日本三古湯 - 異説あり
  - 有馬温泉、南紀白浜温泉、道後温泉[$ 22]
- 三大温泉 
  - 熱海温泉（静岡県熱海市）、南紀白浜温泉（和歌山県西牟婁郡白浜町）、別府温泉（大分県別府市）[‡ 18]
- 北海道三大温泉
  - 定山渓温泉（札幌市）、登別温泉（登別市）、湯の川温泉（函館市）[40]
- 三名泉
  - 有馬温泉（神戸市）、玉造温泉（島根県松江市）、榊原温泉（三重県津市） - 『枕草子』による[41][42]
  - 草津温泉（群馬県吾妻郡草津町）、有馬温泉（兵庫県神戸市）、下呂温泉（岐阜県下呂市） - 林羅山の漢詩文集『羅山林先生文集』巻第3（1662年）または万里集九の漢詩文集『梅花無尽蔵』（1502年）による[43]
- 三御湯 - 順徳天皇によって選出されたと伝えられる
  - 秋保温泉【名取の御湯】（宮城県仙台市）、別所温泉【信濃の御湯】（長野県上田市）、野沢温泉【犬養の御湯】（長野県下高井郡野沢温泉村）[44]
- 三大秘湯 
  - ニセコ薬師温泉（北海道磯谷郡蘭越町）、谷地温泉（青森県十和田市）、祖谷温泉（徳島県三好市）[† 15]
- 三大薬泉 
  - 有馬温泉（兵庫県神戸市）、草津温泉（群馬県吾妻郡草津町）、松之山温泉（新潟県十日町市）[‡ 19]
- 胃腸病に効く三大温泉
  - 四万温泉（群馬県吾妻郡中之条町）、峩々温泉（宮城県柴田郡川崎町）、湯平温泉（大分県由布市）[45]
- 三大美人の湯 - 美肌となる湯
  - 川中温泉（群馬県吾妻郡東吾妻町）、龍神温泉（和歌山県田辺市）、湯の川温泉（島根県出雲市）[$ 23]
- 三大美肌の湯
  - 嬉野温泉（佐賀県嬉野市）、斐乃上温泉（島根県仁多郡奥出雲町）、喜連川温泉（栃木県さくら市）[46]
- 奥羽三楽郷
  - 上山温泉（山形県上山市）、東山温泉（福島県会津若松市）、湯野浜温泉（山形県鶴岡市）[47]

### 観光地理学
- 日本三景
  - 松島（宮城県宮城郡松島町）、天橋立（京都府宮津市）、宮島（広島県廿日市市）[48]
- 三大史跡
  - 平城宮跡（奈良県奈良市）、大宰府跡（福岡県太宰府市）、多賀城跡（宮城県多賀城市）[† 16]
- 日本三名園
  - 兼六園（石川県金沢市）、後楽園（岡山県岡山市）、偕楽園（茨城県水戸市）[$ 24]
- 雪月花の三名園
  - 「花の庭」北野天満宮（京都市上京区）、「雪の庭」妙満寺（左京区）、「月の庭」清水寺（東山区）[49]
- 三大秘境
  - 白川郷（岐阜県大野郡）、祖谷山村【東祖谷山村・西祖谷山村】（徳島県三好市）、椎葉村（宮崎県東臼杵郡）[‡ 20]
- 三大渓
  - 猊鼻渓（岩手県一関市）、嵯峨渓（宮城県東松島市）、耶馬渓（大分県中津市）[50]
- 三大紅葉名所
  - 日光（栃木県日光市）、嵐山（京都府京都市）、耶馬渓（大分県中津市）[51]
- 三大中華街
  - 横浜中華街（神奈川県横浜市）、神戸南京町（兵庫県神戸市）、長崎新地中華街（長崎県長崎市）[† 17]
- 三大朝市
  - 勝浦朝市（千葉県勝浦市）、輪島朝市（石川県輪島市）、飛騨高山朝市（岐阜県高山市）[† 18]
- 三大夜城 - 一般社団法人夜景観コンベンションビューローの認定
  - 大阪城、高知城、高田城（新潟県上越市）[52]
- 三大名月の里
  - 姥捨山（長野県）、石山寺（滋賀県）、桂浜（高知県）[$ 25]
- 三大紅葉の里
  - 栃木県日光、京都府嵐山、大分県耶馬溪[$ 26]
- 三大トンボロ
  - 函館（北海道函館市の函館山<詳細は函館の陸繋砂州>）、潮岬（和歌山県串本町の潮岬）、里（鹿児島県薩摩川内市の上甑島里トンボロ）[53]

## 社会
- 国民の三大義務（憲法）
  - 教育の義務、勤労の義務、納税の義務[54]
- 皇位継承三大儀式
  - 剣璽等承継の儀（践祚）、即位の礼、大嘗祭[$ 27]
- 三公社
  - 日本専売公社、日本電信電話公社、日本国有鉄道[55]
- 三大景気
  - 岩戸景気、いざなぎ景気、バブル景気（平成景気）[$ 28]
- 三大財閥（旧三大財閥）
  - 三菱財閥、三井財閥、住友財閥[† 19]、
- 御三家（三菱グループ）
  - 三菱商事、三菱UFJ銀行、三菱重工業[56]
- 三大工業地帯
  - 京浜工業地帯、中京工業地帯、阪神工業地帯[* 2]
- 三都、三箇都（さんがのと）- 近世の日本最大都市
  - 京、大坂、江戸[57]
- 三大都市圏
  - 首都圏、近畿圏、中京圏[58][59]
- 日本三大都市
  - 東京都区部、大阪市、名古屋市
- 三府 - 府県制（明治二三年法律第三五号）による
  - 東京府、京都府、大阪府[60]
- 三市 - 市制中東京市京都市大阪市ニ特例ヲ設クルノ件（明治二二年法律第一二号）による
  - 東京市、京都市、大阪市[61]
- 中心市街地活性化三法（まちづくり三法）
  - 中心市街地活性化法、都市計画法、大規模小売店舗立地法 [62]
- 三大指標（株式市場）
  - 日経平均株価、東証株価指数（TOPIX）、ダウ工業株30種平均 - 最後の一つはアメリカの指標だが便宜上ここで扱う[63]
- 三大証券取引所 - 2012年まで
  - 東京証券取引所、大阪証券取引所、名古屋証券取引所[64]
- 三大メガバンク
  - 三菱UFJ銀行、三井住友銀行、みずほ銀行
- 三大証券
  - 野村證券、大和証券、日興証券（現・SMBC日興証券）[65]

### 社会学・社会問題
- 三大ドヤ街
  - 東京・山谷、横浜・寿町、大阪・釜ヶ崎[* 3]
- 三大花街
  - 京都の島原、江戸の吉原、長崎の丸山[‡ 21]
- 三大花街（昭和初期）
  - 祇園、新橋、《古町（新潟市）または、松島》[* 4]
- 三大盛り場
  - 東京都新宿区歌舞伎町、京都府京都市新京極通、大阪府大阪市千日前[† 20]
- 三大風俗街
  - 吉原（東京都台東区）、中洲（福岡市）、薄野（札幌市）[66]

### 教育
- 三商大
  - 東京商科大学（現・一橋大学）、神戸商業大学（現・神戸大学）、大阪商科大学（現・大阪公立大学）[67]
- 三高商
  - 長崎高等商業学校、小樽高等商業学校、横浜高等商業学校[67]

## 民俗学・文化人類学
- 日本三名狸
  - 佐渡団三郎狸、淡路芝右衛門狸、屋島太三郎狸[68]
- 三大歌垣
  - 筑波山（茨城県）、杵島山（佐賀県）、歌垣山（大阪府）[69]
- 三大頑固
  - 津軽じょっぱり、土佐いごっそう、肥後もっこす[70]
- 三大美人
  - 秋田美人、京美人、博多美人[† 21]

### 祭り
- 三大祭
  - 祇園祭（京都府、八坂神社）、天神祭（大阪府、大阪天満宮）、神田祭（東京都、神田明神）[$ 29]
- 三大曳山祭・三大美祭
  - 高山祭（岐阜県高山市）、秩父夜祭（埼玉県秩父市）、祇園祭（京都府京都市）[$ 30]
- 三大御田植祭
  - 香取神宮御田植祭（千葉県香取市、香取神宮）、磯部の御神田（三重県志摩市、伊雑宮）、御田植神事（大阪府大阪市、住吉大社）[71]
- 三大奇祭 - 諸説ある。ここでは、三大奇祭に含まれることのある祭りを列挙するにとどめる
  - 黒石寺蘇民祭（裸祭り）（岩手県奥州市・黒石寺）、御柱祭り（長野県諏訪市・諏訪大社）、吉田の火祭り（山梨県富士吉田市・北口本宮冨士浅間神社）、帯祭り（島田大祭）（静岡県島田市）、裸押合大祭（新潟県南魚沼市・普光寺毘沙門堂）、尻叩き祭り（しもと祭り）（富山県富山市）、国府宮はだか祭り（愛知県稲沢市）、鍋冠祭（滋賀県米原市・筑摩神社）、四天王寺どやどや（大阪市）、県祭のぶん回し（京都府宇治市）、西大寺会陽（岡山市・西大寺）、悪態まつり（茨城県笠間市・愛宕神社）、たいまつ祭り（長野県松本市・浅間温泉）[‡ 22][72][73][74]
- 三大くんち
  - 長崎くんち（長崎県長崎市、鎮西大社諏訪神社）、博多おくんち（福岡県福岡市、櫛田神社）、唐津くんち（佐賀県唐津市、唐津神社）[† 22]
- 三大七夕祭
  - 仙台七夕祭（仙台市）、湘南ひらつか七夕まつり（平塚市）、安城七夕まつり（安城市）[$ 31]
- 三大だるま市
  - 毘沙門天だるま市（静岡県富士市、今井香久山妙法寺）、深大寺だるま市（東京都調布市、深大寺）、高崎だるま市（群馬県高崎市、少林山達磨寺）[‡ 23]
- 三大裸祭り
  - 西大寺会陽（岡山県岡山市）、飛騨古川起し太鼓（岐阜県飛騨市）、若宮八幡宮の裸祭り（大分県豊後高田市）[‡ 24]
  - 西大寺会陽（岡山市）、四天王寺どやどや（大阪市）、黒石寺蘇民祭（岩手県奥州市・黒石寺）[75]
- 三大囃子
  - 神田囃子（東京都、神田神社）、祇園祭の祇園囃子（京都府）、《花輪囃子（秋田県）、佐原囃子（千葉県）》[‡ 25]
- 三大船祭り
  - 塩竈みなと祭（宮城県塩竈市）、貴船まつり（神奈川県真鶴町）、管絃祭（広島県廿日市市宮島町）[76]
- 三大山車祭
  - 祇園祭（京都府京都市）、高山祭（岐阜県高山市）、長浜曳山祭（滋賀県長浜市）[† 23]
- 三大盆踊り
  - 阿波踊り（徳島県）、西馬音内の盆踊（秋田県羽後町）、郡上おどり（岐阜県郡上八幡）[† 24]
- 三大阿波踊り
  - 徳島市阿波おどり（徳島県徳島市）、東京高円寺阿波おどり（東京都杉並区）、南越谷阿波踊り（埼玉県越谷市）[77]
- 三大船神事
  - 管絃祭（広島県） 、天満天神祭（大阪府）、ホーランエンヤ（島根県）[‡ 26]
- 三大火祭り
  - 道祖神祭り（長野県野沢温泉村）、鞍馬の火祭（京都市・由岐神社）、那智の火祭り（和歌山県・熊野那智大社）、《鬼夜（福岡県・大善寺 ）》[‡ 27]
- 三大川祭り
  - 天神祭（大阪天満宮）、管絃祭（広島厳島神社）、尾張津島天王祭（津島神社）[78]

## 自然科学
- 三大局地風（悪風）
  - 清川だし（山形県庄内町）、広戸風（岡山県津山市-奈義町）、やまじ風（愛媛県四国中央市）[† 25]
- 昭和の三大台風
  - 室戸台風、枕崎台風、伊勢湾台風[79]
- 三大崩れ
  - 大谷崩（静岡県）、常願寺川鳶山崩れ（富山県）、稗田山崩れ（長野県）[80]
- 日本の三名宝
  - オトメダカラ、ニッポンダカラ、テラマチダカラ[81]
- 日本小貝3名所
  - 和歌浦（和歌山県）、由比ヶ浜（神奈川県）、増穂浦（石川県）[82]

### 医学
- 三大成人病
  - がん、心疾患、脳血管疾患[$ 32]
- 三大民間薬
  - ゲンノショウコ、ドクダミ、センブリ[83]

## 工学・技術

### 土木
- 三大ハゲ山県
  - 愛知県、岡山県、滋賀県[84]
- 三大ダム
  - 黒部ダム（富山県）、 奥只見ダム（新潟県・福島県）、御母衣ダム（岐阜県）[† 26]
- 水三法
  - 河川法、水資源開発促進法、水資源開発公団法（河川法を除く二者を水資源開発二法または水二法と呼ぶ） [85]
- 三名橋
  - 日本橋（東京都中央区/日本橋川）、錦帯橋（山口県岩国市/錦川）、眼鏡橋（長崎県長崎市/中島川）[† 27]、
  - 宇治橋（京都府宇治市/宇治川）、山崎橋（京都府八幡市・大山崎町/淀川）、瀬田唐橋（滋賀県大津市/瀬田川）[86]
- 三奇橋
  - 錦帯橋（山口県岩国市/錦川）、猿橋（山梨県大月市/桂川）、《愛本橋（富山県黒部川）、木曽の桟（長野県）、かずら橋（徳島県三好市）》[87]
- 日本三井（にほんさんせい。三大井戸）
  - 月影の井（千葉県印西市浦部）、星影の井（別名「星月夜の井」、神奈川県鎌倉市坂ノ下）、日影の井（福島県二本松市二本松城跡）[88]

### 建築
- 三大門
  - 東大寺南大門、法隆寺南大門、東照宮陽明門[$ 33]
- 三大土塀
  - 大練塀（西宮神社）、太閤塀（三十三間堂）、信長塀（熱田神宮）[‡ 28]
- 三大灯籠
  - 大石灯籠（東京都）、南禅寺の石灯籠（京都府）、佐久間灯籠（愛知県）[‡ 29]

### 城
- 三名城
  - 姫路城、名古屋城、大坂城 (大阪城) [89]
- 三大山城
  - 岩村城（岐阜県恵那市岩村町）、高取城（奈良県高取町）、備中松山城（岡山県高梁市）[90]
- 三大水城
  - 高松城（香川県高松市）、今治城（愛媛県今治市）、中津城（大分県中津市）[90]
- 三大平山城
  - 津山城、姫路城、武蔵松山城[90]
- 三大連立式平山城
  - 姫路城（兵庫県姫路市）、松山城（愛媛県松山市）、和歌山城（和歌山県和歌山市）[91]
- 三大湖城
  - 松江城（島根県松江市）、膳所城（滋賀県大津市）、高島城（長野県諏訪市）[90]

## 生活
- 三種の神器
  - 冷蔵庫、洗濯機、(白黒)テレビ[$ 34]
- 3C（新・三種の神器）
  - カー、クーラー、カラーテレビ[$ 35]

### 食生活
- 三大珍味
  - カラスミ（長崎県）、このわた（愛知県）、ウニ（福井県）[92]
- 新三大珍味
  - くさや（東京都伊豆諸島）、鮒寿司（滋賀県高島市）、黒作り（富山県富山市）[† 28]
- 三大蕎麦
  - わんこそば（岩手県）、出雲そば（島根県）、 戸隠そば（長野県）[† 29]
- 三大うどん
  - 讃岐うどん（香川県）、稲庭うどん（秋田県）《名古屋きしめん、水沢うどん（群馬県）》[93]
  - 五島うどん（長崎県）、稲庭うどん（秋田県）《氷見うどん（富山県）、水沢うどん》[93]
- 三大そうめん
  - 三輪そうめん（奈良県桜井市）、揖保の糸（兵庫県たつの市）、小豆島そうめん（香川県小豆島）[‡ 30]
- 三大ラーメン
  - 札幌ラーメン（味噌。北海道）、喜多方ラーメン（醤油味豚骨。福島県）、博多ラーメン（豚骨。福岡県）[† 30]
- 三大焼きそば
  - 富士宮やきそば（静岡県）、横手やきそば（秋田県）、上州太田焼きそば（群馬県）[94]
- 三大銘茶
  - 宇治茶（京都府）、静岡茶（静岡県）、狭山茶（埼玉県・東京都。後者で栽培されたものは東京狭山茶と区別されることもある）[† 31]
- 三大銘菓（和菓子）
  - 大和屋・越乃雪（新潟県長岡市）、森八・長生殿（石川県金沢市）、風流堂・山川（島根県松江市）[95]
- 三大七味唐辛子
  - やげん堀（東京都浅草寺門前）、七味家（京都府清水寺門前）、八幡屋礒五郎（長野県善光寺門前）[‡ 31]
- 三大饅頭（三大名物饅頭[‡ 32]）
  - 薄皮饅頭（福島県郡山市）、志ほせ饅頭（東京都中央区）、大手まんぢゅう（岡山県岡山市）[* 5]

## 産業

### 農業
- 明治三老農
  - 中村直三（奈良県）、奈良専二（香川県）、船津伝次平（群馬県）[96]
- 三草（工芸作物）- 四木も参照
  - 紅花、藍、麻[97]
- 三大葱
  - 下仁田ネギ（群馬県）、岩津ねぎ（兵庫県）、博多万能ねぎ（福岡県）[† 32]
- 三大植木の産地
  - 福岡県久留米市、埼玉県川口市、兵庫県宝塚市[‡ 33]
- 全国三大銘葉（たばこ）
  - 秦野煙草（神奈川県）、国分煙草（鹿児島県）、水府煙草（茨城県）[98]

### 林業
- 日本三大美林
  - 青森ヒバ（青森県）、秋田スギ（秋田県）、木曽ヒノキ（長野県）[99]
- 三大人工美林
  - 天竜美林（静岡県の天竜川流域林業地帯。天竜杉）、吉野美林（奈良県の吉野林業地帯。吉野杉）、尾鷲美林（三重県の尾鷲林業地帯。尾鷲檜）[100]
- 日本三大美竹林（日本三美竹林、日本の三大竹林） - 主として明治時代にこう呼ばれた
  - 嵯峨野（京都）、揖斐川（岐阜）、岩国（山口）[101][102]
- 三大桜
  - 三春滝桜（福島県三春町）、神代桜（山梨県北杜市）、淡墨桜（岐阜県本巣市）[103]
- 三大夜桜
  - 高田城址公園（新潟県上越市）、上野恩賜公園（東京都台東区）、弘前公園（青森県弘前市）[104]
- 三大備長炭
  - 紀州備長炭（和歌山県）、土佐備長炭（高知県）、日向備長炭（宮崎県）[105]

### 水産業
- 三大怪魚
  - アカメ、イトウ、ビワコオオナマズ
- 金魚三大産地
  - 東京都江戸川区、愛知県弥富市、奈良県大和郡山市[106]

### 畜産業
- 三大和牛
  - 近江牛（滋賀県）、松阪牛（三重県松阪市）、神戸牛（兵庫県）
- 三大長鳴き鶏
  - 声良鶏（青森県・秋田県）、唐丸（新潟県）、東天紅（高知県）[107]
- 三大地鶏
  - 比内地鶏（秋田県）、薩摩地鶏（鹿児島県）、名古屋コーチン（愛知県）[108]
- 三大馬刺し
  - 熊本（熊本県）、長野（長野県）、会津（福島県）

### 鉱業
- 三大銘石
  - 佐渡の赤玉石（新潟県佐渡島）、神戸の本御影石（兵庫県神戸市）、鳥取の佐治川石（鳥取県鳥取市）[† 33]
- 三大石材産地
  - 真壁（稲田御影）、岡崎（足助御影）、庵治（庵治石）[109]

### 製造業
- 三大コンピューターグループ
  - 「富士通+日立製作所」（IBM互換機路線）、「NEC+東芝」（ハネウェル、GEと提携）、「三菱電機+沖電気」（独自アーキテクチャ路線）[110]
- 三大重工業会社
  - 三菱重工業、川崎重工業、石川島播磨重工業（現・IHI）[111]
- 三大緞通
  - 堺緞通（大阪府堺市）、赤穂緞通（兵庫県赤穂市）、鍋島緞通（佐賀県佐賀市）[112]
- 三大うちわ
  - 房州うちわ（千葉県南房総市・館山市）、京うちわ（京都府京都市）、丸亀うちわ（香川県丸亀市）[‡ 34]
- 三大酒処
  - 灘（神戸市）、伏見（京都市）、西条（広島県東広島市）[† 34]
- 三大杜氏
  - 南部杜氏、越後杜氏、丹波杜氏[‡ 35]

### 第三次産業
- 3大全国紙
  - 朝日新聞、読売新聞、毎日新聞[113]
- 3大ブロック紙
  - 北海道新聞、中日新聞、西日本新聞[113]
- 三大深夜放送
  - 『オールナイトニッポン』（ニッポン放送）、『パック・イン・ミュージック』（TBSラジオ）、『セイ!ヤング』（文化放送）[114]
- 三大映画会社
  - 東宝、東映、松竹[* 6]

### 交通
- 三大港湾
  - 東京湾（東京港・横浜港・川崎港・千葉港など）、伊勢湾（名古屋港、四日市港など）、大阪湾（大阪港・神戸港など）[115]
- 三箇の津。三津 - 近世以前における津（船着き場）の三大
  - 安濃津（伊勢国内。現・津市）、坊津（薩摩国内。現・南さつま市坊津町坊）、花旭塔津（筑前国内。現・福岡市）[57]
- 三大美港
  - 清水港（静岡県静岡市）、神戸港（兵庫県神戸市）、長崎港（長崎県長崎市）[‡ 36]
- 三大車窓
  - 根室本線新内駅付近（狩勝峠。三大車窓の区間は1966年廃線）、篠ノ井線姨捨駅（善光寺平）、肥薩線矢岳駅付近（矢岳越え）[‡ 37]
- 日本三大酷道
  - 国道418号、国道425号、国道439号[116]

## 文化・芸術
- 三大芸能
  - 能、人形浄瑠璃（文楽）、歌舞伎[† 35]
- 三大狂言 - 歌舞伎
  - 『仮名手本忠臣蔵』、『菅原伝授手習鑑』、『義経千本桜』[117]
- 三大特撮
  - ウルトラシリーズ、仮面ライダーシリーズ、スーパー戦隊シリーズ[118]
- ビッグ３（お笑い）- 横澤彪の説
  - タモリ、ビートたけし、明石家さんま[$ 36]

### 音楽
- 三方楽所
  - 京都方、南都方、天王寺方[119]
- 三大民謡
  - 江差追分（北海道桧山郡江差町）、磯節（茨城県三浜地方）、山中節（石川県加賀市）[‡ 38]
- 年末三大歌謡祭
  - ベストヒット歌謡祭、FNS歌謡祭、NHK紅白歌合戦[120]

### 書道
- 三色紙（色紙の三絶）
  - 『継色紙』、『寸松庵色紙』、『升色紙』[121]
- 三筆
  - 嵯峨天皇、空海、橘逸勢 - 平安初期[122]
- 三蹟
  - 小野道風、藤原佐理、藤原行成 - 平安中期[123]
- 三聖（書聖）
  - 空海、菅原道真、小野道風[123]
- 寛永の三筆 - 江戸初期
  - 本阿弥光悦、近衛信尹、松花堂昭乗[122]
- 黄檗の三筆
  - 隠元隆琦、木庵性瑫、即非如一[122]
- 幕末の三筆
  - 市川米庵、貫名海屋、巻菱湖[122]

### スポーツ
- 大相撲三大力士
  - 谷風梶之助、雷電爲右エ門、双葉山定次[† 36]
- 三大ボウル
  - ライスボウル、西宮ボウル、甲子園ボウル[54]
- 大正の三大投手
  - 小野三千麿、谷口五郎、湯浅禎夫[124]

## 文学
- 三大随筆
  - 『枕草子』、『方丈記』、『徒然草』[125]
- 児童文学界における三種の神器
  - 小川未明、坪田譲治、浜田広介[126]

### 詩歌
- 三大俳諧道場
  - 落柿舎（京都市嵯峨野）、無名庵（滋賀県大津市）、鴫立庵（神奈川県大磯町）[‡ 39]
- 三大歌集
  - 『万葉集』、『古今和歌集』、『新古今和歌集』[‡ 40]
- 三大俳人
  - 松尾芭蕉、与謝蕪村、小林一茶[† 37]
- 和歌三神
  - 柿本人麻呂、住吉大神、衣通姫[‡ 41]
- 三聖（歌聖）
  - 柿本人麻呂、山部赤人、衣通姫[10]
- 県門の三才女 - 賀茂真淵の弟子。三人の女流歌人
  - 土岐筑波子（別名・進藤茂子)、油谷倭文子、鵜殿余野子[127]

### 小説
- 三大奇書（探偵小説）
  - 『黒死館殺人事件』、『ドグラ・マグラ』、『虚無への供物』[128]
- 江戸三大奇書
  - 『逸著聞集』、『貌姑射秘言』、『阿奈遠加志』[129]
- 日本三大怪談
  - 四谷怪談、皿屋敷、牡丹燈籠[130]
- 日本三大名探偵
  - 明智小五郎、金田一耕助、神津恭介[131]
- 好色三大伝奇書（性愛文学）
  - 『袖と袖』（小栗風葉）、『乱れ雲』（佐藤紅緑）、『四畳半襖の下張』（永井荷風）[$ 37]

### レッカ社 (2009)を出典とするもの
1. ↑  レッカ社 2009, pp. 94–97
2. ↑  レッカ社 2009, pp. 126–127
3. ↑  レッカ社 2009, pp. 114–115
4. ↑  レッカ社 2009, pp. 124–125
5. ↑  レッカ社 2009, pp. 108–109
6. ↑  レッカ社 2009, pp. 188–189
7. ↑  レッカ社 2009, pp. 98–101
8. ↑  レッカ社 2009, pp. 168–170
9. ↑  レッカ社 2009, pp. 204–205
10. ↑  レッカ社 2009, pp. 198–199
11. ↑  レッカ社 2009, pp. 196–197
12. ↑  レッカ社 2009, pp. 42–43
13. ↑  レッカ社 2009, pp. 30–31
14. ↑  レッカ社 2009, pp. 36–37
15. ↑  レッカ社 2009, pp. 150–151
16. ↑  レッカ社 2009, pp. 194–195
17. ↑  レッカ社 2009, pp. 164–165
18. ↑  レッカ社 2009, pp. 162–163
19. ↑  レッカ社 2009, pp. 206–207
20. ↑  レッカ社 2009, pp. 140–143
21. ↑  レッカ社 2009, pp. 218–219
22. ↑  レッカ社 2009, pp. 160–161
23. ↑  レッカ社 2009, p. 153
24. ↑  レッカ社 2009, pp. 158–159
25. ↑  レッカ社 2009, pp. 222–223
26. ↑  レッカ社 2009, pp. 112–113
27. ↑  レッカ社 2009, pp. 106–107
28. ↑  レッカ社 2009, pp. 62–63
29. ↑  レッカ社 2009, pp. 64–65
30. ↑  レッカ社 2009, pp. 54–57
31. ↑  レッカ社 2009, pp. 70–71
32. ↑  レッカ社 2009, pp. 78–79
33. ↑  レッカ社 2009, pp. 220–221
34. ↑  レッカ社 2009, pp. 76–77
35. ↑  レッカ社 2009, pp. 210–213
36. ↑  レッカ社 2009, pp. 226–227
37. ↑  レッカ社 2009, pp. 182–183

### ナヴィ (2003)を出典とするもの
1. ↑  ナヴィ 2003, pp. 379–381
2. ↑  ナヴィ 2003, pp. 306–307
3. ↑  ナヴィ 2003, pp. 304–305
4. ↑  ナヴィ 2003, pp. 322–324
5. ↑  ナヴィ 2003, pp. 325–327
6. ↑  ナヴィ 2003, pp. 343–344
7. ↑  ナヴィ 2003, pp. 347–349
8. ↑  ナヴィ 2003, pp. 334–335
9. ↑  ナヴィ 2003, pp. 377–379
10. ↑  ナヴィ 2003, pp. 368–369
11. ↑  ナヴィ 2003, pp. 499–501
12. ↑  ナヴィ 2003, pp. 221
13. ↑  ナヴィ 2003, pp. 217, 219
14. ↑  ナヴィ 2003, pp. 162–164
15. ↑  ナヴィ 2003, pp. 160–162
16. ↑  ナヴィ 2003, pp. 149–150
17. ↑  ナヴィ 2003, pp. 449–450
18. ↑  ナヴィ 2003, pp. 458–460
19. ↑  ナヴィ 2003, pp. 468–469
20. ↑  ナヴィ 2003, pp. 151–152
21. ↑  ナヴィ 2003, pp. 447–448
22. ↑  ナヴィ 2003, pp. 76–84
23. ↑  ナヴィ 2003, pp. 125–127
24. ↑  ナヴィ 2003, pp. 85–87
25. ↑  ナヴィ 2003, pp. 98–100
26. ↑  ナヴィ 2003, pp. 106–109
27. ↑  ナヴィ 2003, pp. 67–70
28. ↑  ナヴィ 2003, pp. 270–271
29. ↑  ナヴィ 2003, pp. 372–374
30. ↑  ナヴィ 2003, pp. 34–36
31. ↑  ナヴィ 2003, pp. 53–54
32. ↑  ナヴィ 2003, pp. 46–48
33. ↑  ナヴィ 2003, pp. 430–432
34. ↑  ナヴィ 2003, pp. 294–296
35. ↑  ナヴィ 2003, pp. 20–22
36. ↑  ナヴィ 2003, pp. 443–444
37. ↑  ナヴィ 2003, pp. 440–442
38. ↑  ナヴィ 2003, pp. 252–254
39. ↑  ナヴィ 2003, pp. 267–269
40. ↑  ナヴィ 2003, pp. 254–256
41. ↑  ナヴィ 2003, pp. 398–401

### 世界の「ふしぎ雑学」研究会 (2007)を出典とするもの
1. ↑  世界の「ふしぎ雑学」研究会 2007, pp. 82–83
2. ↑  世界の「ふしぎ雑学」研究会 2007, pp. 54–55
3. ↑  世界の「ふしぎ雑学」研究 会 2007, pp. 196–197
4. ↑  世界の「ふしぎ雑学」研究会 2007, p. 41
5. ↑  世界の「ふしぎ雑学」研究会 2007, pp. 160–161
6. ↑  世界の「ふしぎ雑学」研究会 2007, pp. 178–179

### 日本三大ブック (1993)を出典とするもの
1. ↑  日本三大ブック 1993, pp. 291
2. ↑  日本三大ブック 1993, pp. 293
3. ↑  日本三大ブック 1993, pp. 23
4. ↑  日本三大ブック 1993, pp. 24
5. ↑  日本三大ブック 1993, pp. 293
6. ↑  日本三大ブック 1993, pp. 291
7. ↑  日本三大ブック 1993, pp. 291
8. ↑  日本三大ブック 1993, pp. 293
9. ↑  日本三大ブック 1993, pp. 293
10. ↑  日本三大ブック 1993, pp. 291
11. ↑  日本三大ブック 1993, pp. 293
12. ↑  日本三大ブック 1993, pp. 291
13. ↑  日本三大ブック 1993, pp. 112–113
14. ↑  日本三大ブック 1993, pp. 112–113
15. ↑  日本三大ブック 1993, pp. 44–45
16. ↑  日本三大ブック 1993, pp. 37
17. ↑  日本三大ブック 1993, pp. 45
18. ↑  日本三大ブック 1993, pp. 37
19. ↑  日本三大ブック 1993, pp. 37
20. ↑  日本三大ブック 1993, pp. 37
21. ↑  日本三大ブック 1993, pp. 37
22. ↑  日本三大ブック 1993, pp. 44–45
23. ↑  日本三大ブック 1993, pp. 44–45
24. ↑  日本三大ブック 1993, pp. 37
25. ↑  日本三大ブック 1993, pp. 45
26. ↑  日本三大ブック 1993, pp. 45
27. ↑  日本三大ブック 1993, pp. 27
28. ↑  日本三大ブック 1993, pp. 30
29. ↑  日本三大ブック 1993, pp. 291
30. ↑  日本三大ブック 1993, pp. 291
31. ↑  日本三大ブック 1993, pp. 291
32. ↑  日本三大ブック 1993, pp. 300
33. ↑  日本三大ブック 1993, pp. 128
34. ↑  日本三大ブック 1993, pp. 28
35. ↑  日本三大ブック 1993, pp. 29
36. ↑  日本三大ブック 1993, pp. 169
37. ↑  日本三大ブック 1993, pp. 300

### そのほかの出典
1. ↑  西山豊. “奇数の文化と偶数の文化” (PDF). osaka-ue.ac.jp. 2014年9月12日閲覧。
2. ↑  今関忠馬 (2018年2月8日). “日本人にとっての３大美女、そのうち１人は中国人だった！　それはなぜ？＝中国メディア”. excite.co.jp. 2021年8月10日閲覧。
3. ↑  朝日新聞社知恵蔵編集部 2003, p. 258.
4. ↑  広辞苑 2018, p. 664.
5. ↑  宮崎正勝『海からの世界史』角川学芸出版〈角川選書〉、2005年、69頁。ISBN 4047033839。
6. ↑  広辞苑 2018, p. 1217.
7. ↑  “門戸厄神に宿る空海の力！ 西宮・東光寺で年中出来る厄除け・厄払い”. LINEトラベルjp (2015年8月22日). 2021年3月29日閲覧。
8. 1 2  広辞苑 2018, p. 1224.
9. ↑  “兵庫大佛 能福寺”.   一般財団法人神戸国際観光コンベンション協会. 2012年5月16日閲覧。
10. 1 2  朝日新聞社知恵蔵編集部 2003, p. 259.
11. ↑  『地球の歩き方』御朱印シリーズ（学研）P38-39「厄除け開運大師龍泉寺
12. 1 2  広辞苑 2018, p. 1231.
13. ↑  “木原不動尊のお不動さま”. kiharafudo.com.   雁回山長寿寺. 2021年3月29日閲覧。
14. ↑  文殊寺について｜埼玉県熊谷市のお寺 文殊寺
15. ↑  原智子(著者)『意外と知らない“信州”の歴史を読み解く！ 長野「地理・地名・地図」の謎』（電子書籍）実業之日本社、2014年11月19日。ISBN 9784408455358。
16. ↑  “(no title)”. hasedera.net.   金峯山長谷寺. 2021年3月29日閲覧。
17. ↑  Otsuji (2017年1月25日). “埼玉県に日光東照宮が!?日本三大聖天のひとつ 「妻沼聖天山」”. MATCHA. 2018年4月15日閲覧。
18. ↑  “足柄山聖天堂”.   小山町観光協会. 2016年3月4日閲覧。
19. ↑  “大福田寺”. tabi-mag.jp. 2018年4月15日閲覧。
20. ↑  “東楽寺（豊岡聖天）概要”. じゃらんnet 観光ガイド.   リクルート. 2023年10月9日閲覧。
21. ↑  “京の読みもの 撞木”. souda-kyoto.jp.   東海旅客鉄道株式会社. 2016年2月11日閲覧。
22. ↑  『世界大百科事典』 26巻、平凡社、2014年12月1日、510頁。
23. ↑  柳生厳長『正伝・新陰流』大日本雄弁会講談社、1957年、251頁。doi:10.11501/2482464。
24. ↑  世界大百科事典 2014k, p. 472.
25. ↑  世界大百科事典 2014k, p. 448.
26. ↑  石弘之『歴史を変えた火山噴火 ―自然災害の環境史―』刀水書房、2012年、109頁。
27. 1 2  『ビジュアル・ワイド 江戸時代館』（第2版）小学館、2013年、396-397頁。ISBN 978-4-09-623022-0。
28. ↑  勝部真長 編『山岡鉄舟の武士道』KADOKAWA〈角川ソフィア文庫〉、1999年、268頁。
29. ↑  大野敏明(著者)『新選組　敗者の歴史はどう歪められたのか』（電子書籍）実業之日本社、2011年10月5日。ISBN 9784408109084。
30. ↑  岩村吉太郎 編『皇国三傑伝』岡田伴治、1878年8月12日。doi:10.11501/777777。
31. ↑  生田誠『女流作家のモダン東京 花子と白蓮が歩いた街』河出書房新社、2015年、64-65頁。ISBN 978-4-309-75014-9。
32. ↑  “宮崎県川南町・福島県矢吹町（日本三大開拓地交流）”. city.towada.lg.jp.   十和田市 (2010年4月1日). 2013年9月23日閲覧。
33. ↑  博学こだわり倶楽部(編者)『不思議な風景と謎の旅 雑学の世界地図100連発！』（電子書籍）河出書房新社、2006年10月16日。ISBN 9784309496320。
34. ↑  中島勇喜、岡田穣『海岸林との共生 海岸林に親しみ、海岸林に学び、海岸林を守ろう！』山形大学出版会、2011年、132頁。ISBN 978-4-903966-10-6。
35. ↑  “おでかけ情報”.   九州森林管理局. 2015年12月19日閲覧。
36. ↑  “藤内壁”.   三重県観光連盟. 2021年3月29日閲覧。
37. ↑  南アルプス南部の急登登山道はどこ？【前編】
38. ↑  『日本百名山登山地図帳』 上、ジェイティビィパブリッシング、2016年7月9日、98頁。ISBN 978-4533113222。
39. 1 2  飯倉晴武(著者)『日本人の数え方がわかる小事典』（電子書籍）PHP研究所、2012年6月1日。ISBN 9784569795539。
40. ↑  “北海道三大温泉！観光地選びに役立つ”. 北海道発見！旅ブログ (2015年6月30日). 2022年9月14日閲覧。
41. ↑  清少納言 著、松尾聡, 永井和子 訳「117段」『枕草子［能因本］』笠間書院〈笠間文庫〉、2008年。ISBN 978-4-305-70422-1。「湯はななくりの湯、有馬の湯、玉造の湯」
42. ↑  安達清治「『枕草子』の温泉の謎、『ななくりの湯』を訪ねて」『大阪観光大学紀要』第10号、2010年、179頁、ISSN 1881-638X。
43. ↑  渡辺周一、谷志郎、天野純二、小瀬洋喜「岐阜県の温泉 (その 2): 下呂温泉」『岐阜藥科大學紀要』第17号、1967年11月30日、29-30頁。
44. ↑  黒坂周平先生の喜寿を祝う会 編『信濃の歴史と文化の研究(二)』黒坂周平先生の喜寿を祝う会、1990年、457頁。ASIN B07B8MK248。
45. ↑  「温泉・ホテルで健康に」『日経おとなのOFF』第77号、日経ホーム出版社、2008年。
46. ↑  “日本三大美肌の湯　喜連川温泉”. city.tochigi-sakura.lg.jp.   さくら市 (2016年3月16日). 2021年3月28日閲覧。
47. ↑  “奥羽三楽郷（東山温泉・湯野浜温泉・上山温泉）”. 2024年1月25日閲覧。
48. ↑  広辞苑 2018, p. 2231.
49. ↑  「雪月花の三名園」そろう　花の庭、北野天満宮で再建
50. ↑  “松島湾ダーランド推進計画 巻末資料　各種調査結果・観光資源一覧”. pref.miyagi.jp. 2021年3月29日閲覧。
51. ↑  “日光、鬼怒川の紅葉めぐり”. j-wave.co.jp.   株式会社 J-WAVE (2011年10月21日). 2018年4月15日閲覧。
52. ↑  “日本三大夜城”. nightcastle.yakeikentei.jp.   一般社団法人夜景観コンベンションビューロー. 2021年4月4日閲覧。
53. ↑  かごしま よかとこ旅 p.219
54. 1 2  カラー版日本語大辞典 1995, p. 890.
55. ↑  一瀬智司『公社・公団・事業団』教育社〈産業界シリーズ63〉、1978年、187頁。ASIN B000J8ND7U。
56. ↑  「金曜会メンバーでも「落ちこぼれ企業」続出 三菱グループの緊急事態」『週刊ダイヤモンド』第108巻第38号、ダイヤモンド社、2020年10月3日、31頁。
57. 1 2  広辞苑 2018, p. 1210.
58. ↑  “さんだいとしけん【三大都市圏】”. Gakkenキッズネット. 2021年3月28日閲覧。
59. ↑  “三大都市圏等関連資料” (PDF).   総務省. 2017年8月1日閲覧。
60. ↑  神崎治一郎『条例規則・直接請求』第一法規出版〈新地方自治講座5〉、1973年、33頁。
61. ↑  小早川光郎et al 編『史料日本の地方自治』 第1巻、学陽書房、1999年、176頁。ISBN 4-313-31231-5。
62. ↑  矢作弘 編『中心市街地活性化三法改正とまちづくり』学芸出版社、2006年9月10日、2頁。ISBN 4-7615-3143-6。
63. ↑  “必ず覚えておきたい三大指標”. nexyztrade.co.jp.   株式会社ネクシィーズ・トレード. 2021年4月4日閲覧。
64. ↑  上野泰也(著者)『No.1エコノミストが書いた世界一わかりやすい株式の本』（電子書籍）かんき出版、2013年12月2日。
65. ↑  “証券業界の給与の満足度が高い会社ランキング、3位大和証券、2位野村證券、1位は？”. dime.jp.   株式会社小学館 (2020年4月15日). 2021年4月4日閲覧。
66. ↑  みたむらみっち, 青木えり, 上岡哲次(作成者)『これでいいのか北海道札幌市』（電子書籍）マイクロマガジン社、2011年11月3日。
67. 1 2  橘木俊詔『三商大 東京・大阪・神戸　日本のビジネス教育の源流』岩波書店、2012年。ISBN 9784000230438。
68. ↑  尾崎秀樹『歴史点と線』時事通信社、1982年、237頁。ISBN 4788782154。
69. ↑  武雄市史編纂委員会 編『武雄市史』 上、国書刊行会、1981年、273頁。doi:10.11501/9773876。
70. ↑  岡島慎二, 土屋幸仁(著者)『これでいいのか 熊本県 熊本市（電子版）』（電子書籍）マイクロマガジン社、2014年4月30日。ISBN 9784896374568。
71. ↑  “「日本三大御田植祭」の一つ、伊勢神宮別宮「伊雑宮」の神田で”. iseshima.keizai.biz.   伊勢志摩経済新聞 (2014年6月24日). 2021年3月26日閲覧。
72. ↑  “「日本三大奇祭」をネットライブ　１８日、西大寺会陽の宝木争奪　締め込み姿の１万人、福男目指し”. sankei.com (2017年2月4日). 2021年3月28日閲覧。
73. ↑  “福招く『バカヤロー』 笠間で悪態まつり”. 茨城新聞. (2008年12月22日)
74. ↑  “松本・浅間温泉で奇祭「たいまつ祭り」－温泉街が炎と煙に包まれる”. 松本経済新聞 (2011年10月4日). 2021年3月28日閲覧。
75. ↑  “西大寺『会陽』”. tabi-mag.jp.   一般社団法人プレスマンユニオン. 2021年3月26日閲覧。
76. ↑  “真鶴貴船まつり、豊漁願い港彩る／神奈川 | カナロコ by 神奈川新聞”. カナロコ. 2021年2月12日閲覧。
77. ↑  “日本三大阿波踊りとは？いつ開催？徳島、高円寺、もうひとつはどこ？”. オマツリジャパン (2024年3月5日). 2025年8月8日閲覧。
78. ↑  山口百々男(編著)『和英 日本の文化・観光・歴史辞典』Steven R. Bates(英文校閲)、三修社、2010年、482頁。ISBN 9784384055962。
79. ↑  三隅良平(著者)『47都道府県 知っておきたい気象・気象災害がわかる事典』（電子書籍）ベレ出版、2020年10月14日。ISBN 9784860646332。
80. ↑  森尻理恵、中川充、斎藤眞「シームレス地質図でたどる 幸田 文『崩れ』（第8回）」『GSJ 地質ニュース』第2巻第9号、産総研地質調査総合センター、2013年、261頁。
81. ↑  吉良哲明『原色日本貝類図鑑』保育社、1992年1月31日、1頁。ISBN 4-586-30004-3。
82. ↑  “増穂浦海岸”.   公益社団法人石川県観光連盟. 2022年9月4日閲覧。
83. ↑  亀田龍吉『山野草の呼び名事典』世界文化社、2015年4月5日、100頁。ISBN 978-4-418-15404-3。
84. ↑  “治山事業の歴史（萩御殿、ホフマン工事）”.   愛知県 (2019年4月1日). 2021年3月26日閲覧。
85. ↑  鮎川幸雄、社団法人日本河川協会『水三法 ―水（渇水と洪水）との斗い―』（第1版第1刷）大成出版者、1983年10月31日、405-414頁。
86. ↑  「日本の道100選」研究会『日本の道100選〈新版〉』国土交通省道路局(監修)、ぎょうせい、2002年6月20日、124頁。ISBN 4-324-06810-0。
87. ↑  世界大百科事典 2014k, p. 446.
88. ↑  “月影の井［市指定記念物（史跡）］”.   印西市 (2021年2月3日). 2021年3月26日閲覧。
89. ↑  『日本名城総覧』新人物往来社〈別冊歴史読本〉、1999年。ISBN 4404027249。
90. 1 2 3 4  黃昱凱(著者)（繁体中文）『日本名城巡禮 重返戰國風華,建築X歴史X文化X旅遊』（電子書籍）釀出版、2020年1月8日。ISBN 9789864453696。
91. ↑  川岡勉、内田九州男『伊予松山と宇和島道』吉川弘文館〈街道の日本史46〉、2005年、17頁。ISBN 9784642062466。
92. ↑  佐川芳枝(著者)『寿司屋のかみさん 二代目入店』（電子書籍）講談社、2014年5月15日。ISBN 9784062778367。
93. 1 2  蓮見壽 (2002年11月29日). “３大うどんて言えますか？ ３大うどん考察”. allabout.co.jp.   株式会社オールアバウト. 2012年7月1日閲覧。
94. ↑  “B級グルメの王道！日本人が大好きな「日本三大焼きそば」の秘密”. suzie-news.jp.   株式会社ザッパラス (2016年1月24日). 2016年11月29日閲覧。
95. ↑  山本候充 編『日本銘菓事典』東京堂出版、2004年8月1日、94頁。ISBN 978-4490106459。
96. ↑  友田清彦「老農たちが果たした役割－新進の農学士たちとの交流－（近代農学の源流［下］）」新・実学ジャーナルNo.49、2008年1月。
97. ↑  浮田典良 編『最新地理学用語辞典―改訂版―』大明堂、2003年2月23日、120頁。ISBN 4-470-67010-3。
98. ↑  岡光夫「近世におけるタバコ作の展開」『經濟學論叢』第33巻第2-4号、同志社大学経済学会、1984年3月15日、7頁、doi:10.14988/pa.2017.0000000941。
99. ↑  『日本三大美林温故知新』東北森林管理局、令和５年3月 エラー: 日付は和暦ではなく西暦を用いてください。（説明）、P２-3,資料編 資-1～9頁。
100. ↑  “「FSC森林認証」面積日本一！”.   浜松市 (2014年10月1日). 2021年3月26日閲覧。
101. ↑  上田弘一郎『竹づくし文化考』京都新聞社、1986年4月1日、153-154頁。ISBN 4763802038。
102. ↑  『錦帯橋かいわい 架け替えとともに』中国新聞社、2005年、57頁。ISBN 4-88517-332-9。
103. ↑  “日本三大桜・五大桜って知ってる？一生に一度はお花見したい桜の名所”. nta.co.jp (2021年2月3日). 2021年3月25日閲覧。
104. ↑  渡部洋一 (2017年3月23日). “日本三大夜桜名所！上野公園の桜ライトアップは花見に絶対おすすめ！”. LINEトラベルjp. 2021年3月29日閲覧。
105. ↑  “特集うなま備長炭”. wing.wainet.jp.   株式会社ケーブルメディアワイワイ. 2021年1月24日閲覧。
106. ↑  “江戸川区が「金魚の三大産地」になったルーツとは…地下鉄の開通以降、業者激減”. yomiuri.co.jp.   The Yomiuri Shimbun (2020年12月8日). 2021年4月4日閲覧。
107. ↑  小宮輝之(著者)『動物園ではたらく』（電子書籍）イースト・プレス、2017年11月20日。ISBN 9784781680354。
108. ↑  『焼肉大図鑑』（電子書籍）扶桑社、2014年12月17日。ISBN 9784594609399。
109. ↑  仲井豊、鈴木和博「岡崎の花崗岩を巡って」『地質ニュース』第593号、産業技術総合研究所地質調査総合センター、2004年、59頁。
110. ↑  水谷哲也(著者)『バグは本当に虫だった なぜか勇気が湧いてくるパソコン・ネット「100年の夢」ヒストリー91話』（電子書籍）ペンコム、2017年2月21日。ISBN 9784295400554。
111. ↑  真山仁(著者)『ロッキード』（電子書籍）文藝春秋、2021年1月13日。ISBN 9784163913032。
112. ↑  “赤穂緞通”. jtco.or.jp.   特定非営利活動法人日本伝統文化振興機構. 2021年3月26日閲覧。
113. 1 2  “新聞のブロック紙ってなんだ？”. excite.co.jp (2015年6月14日). 2021年3月26日閲覧。
114. ↑  渡邉裕二 (2010年9月20日). “LF「オールナイトニッポン」とQR「セイ!ヤング」が深夜放送で共同企画!!”. 2021年3月29日閲覧。
115. ↑  森直子「地方港湾からみた選択的な資金配分による地域活性化の可能性」『地方再生へのシナリオ ―人口減少への政策対応―』総合研究開発機構、2008年、89頁。2021年3月27日閲覧。
116. ↑  “国道だけど「酷道」と呼ばれる道、実際どんな道？　危険と隣り合わせの道路はなぜ存在(page=2)”. くるまのニュース (2018年9月28日). 2021年3月26日閲覧。
117. ↑  多田英俊「芸能史ノート 三大狂言の序切跡 ―『義経千本桜』「堀川御所」を中心に」『藝能史研究』第184号、芸能史研究会、2009年、26頁、ISSN 0386-9504、NAID 40016717073、NCID AN00072450。
118. ↑  “「ウルトラマン」×「仮面ライダー」×「スーパー戦隊」日本を代表する3大特撮ヒーローが大阪に集結!「3大特撮ヒーローフェスティバル」2014年8月、大阪南港ATCホールで開催！”. 2022年3月30日閲覧。
119. ↑  南谷美保「三方楽所楽人による知行所支配について ―弘化・嘉永年間を中心とした考察―」『四天王寺大学紀要』第48号、2009年、172頁。
120. ↑  “日本の年末３大歌謡祭でＫ－ＰＯＰ歌手が全滅？ 紅白発表に注目”. japanese.joins.com.   JoongAng Ilbo Co., Ltd. (2012年11月26日). 2013年4月26日閲覧。
121. ↑  鈴木翠軒、伊東参州『新説 和漢書道史』日本習字普及協会、122-129頁。ISBN 978-4-8195-0145-3。
122. 1 2 3 4  広辞苑 2018, p. 1230.
123. 1 2  広辞苑 2018, p. 1222.
124. ↑  木村毅 『都の西北―早慶野球戦史を中心に』 ベースボール・マガジン社、1978年、229頁
125. ↑  中村一樹『中村流市役所合格必勝過去問 一般知識・文章理解・判断推理・資料解釈』三修社、2007年11月10日、162頁。
126. ↑  北小路瑞浩「仏教伝道における児童文学の効用 宮沢賢治作品の意図するもの」『印度學佛教學研究』第19巻第2号、日本印度学仏教学会、1971年、645頁、doi:10.4259/ibk.19.645、ISSN 0019-4344。
127. ↑  吉田精一(編集)『日本女流文学史 近世近代編』同文書院、1969年、79ff頁。全国書誌番号:75017644。
128. ↑  竹本健治『匣の中の失楽』双葉社〈双葉文庫〉、2002年10月1日、663頁。ISBN 4575508470。「日本探偵小説界の三大奇書と言えば、小栗虫太郎創る所の「黒死館殺人事件」、更には、夢野久作これを描く「ドグラ・マグラ」、次いで、塔晶夫こと中井英夫が生み出した「虚無への供物」を指し、更に又、「幻影城」主、島崎博編集長の言葉によれば、若きノヴェリスト竹本健治の「匣の中の失楽」を入れて、日本探偵小説四大奇書と呼ぶのだそうな。」
129. ↑  岡田甫『全釈江戶三大奇書』有光書房、1970年、23頁。ASIN B000J95Y58。
130. ↑  田中貢太郎(著者)『四谷怪談・皿屋敷・牡丹燈籠 日本三大怪談』（オーディオブック）パンローリング株式会社、2015年7月13日。
131. ↑  “ミステリーの魔術師　高木彬光生誕１００年展”. plib.pref.aomori.lg.jp.   青森県立図書館 (2021年2月6日). 2021年4月4日閲覧。